# Iinan (Shimane)
Iinan (飯南町 Iinan-chō?) es un pueblo localizado en la prefectura de Shimane, Japón. En junio de 2019 tenía una población estimada de 4.696 habitantes y una densidad de población de 19,3 personas por km². Su área total es de 242,88 km².

## Geografía

### Localidades circundantes
- Prefectura de Shimane
  - Izumo
  - Unnan
  - Ōda
  - Misato
- Prefectura de Hiroshima
  - Miyoshi
  - Shōbara

## Demografía
Según los datos del censo japonés, esta es la población de Iinan en los últimos años.
| Año del censo | Población |
| ------------- | --------- |
| 1995          | 6.893     |
| 2000          | 6.541     |
| 2005          | 5.979     |
| 2010          | 5.534     |
| 2015          | 5.031     |